# 아드레노메둘린
아드레노메둘린(Adrenomedullin, ADM 또는 AM)은 인간의 건강과 질병에서 불확실한 중요성을 지닌 혈관 확장 펩타이드 호르몬이다. 1993년에 부신속질의 종양인 크롬친화세포종에서 처음 분리되었다.
인간에서 아드레노메둘린은 ADM 유전자에 의해 암호화된다. 아드레노메둘린은 모든 조직에서 발현되는 펩타이드이며 순환계에서 발견된다. 아드레노메둘린 2 (Adreomedullin 2)라는 유사한 펩타이드가 2004년 쥐에서 보고되었으며 유사한 기능을 나타낸다.

## 기능
아드레노메둘린은 혈액에서 상당한 농도로 발견되기 때문에 순환 조절에서 호르몬으로 기능할 수 있다. 그것은 처음에 혈관 확장제로 확인되었으며 일부는 이것이 신체에서 발견되는 가장 강력한 내인성 혈관 확장 펩타이드라고 주장된다. 혈관 긴장을 이완시키는 아드레노메둘린의 능력에 관한 의견의 차이는 사용된 모델 시스템의 차이에서 발생할 수 있다.
아드레노메둘린의 다른 효과로는 새로운 혈관의 성장을 자극하고(혈관신생) 산화 스트레스와 저산소 손상에 대한 세포의 내성을 증가시키는 것이다. 아드레노메둘린은 고혈압, 심근 경색, 만성 폐쇄성 폐질환 및 기타 심혈관계 질환과 같은 질병에 긍정적인 영향을 미치는 것으로 간주되는 반면, 암세포가 혈액 공급을 확장하는 능력을 강화하여 더 많이 세포 증식하게 한다.

## 펩타이드
아드레노메둘린은 52개의 아미노산으로 구성되어 있고 1개의 분자 내 이황화 결합을 가지고 있으며 칼시토닌 유전자 관련 펩타이드(Calcitonin gene-related peptide, CGRP)와 약간의 상동성을 보인다. prepro-아드레노메둘린이라고하는 전구체는 185개의 아미노산으로 구성되며 Lys-Arg 및 Arg-Arg 부위에서 혈장 칼리크레인 (Plasma kallikrein)에 의해 절단될 수 있다. RNA 블롯 분석 결과, 인간 아드레노메둘린 전령 RNA는 모든 조직에서 발현되는 것으로 나타났으며, 태반, 지방 세포, 폐, 췌장, 평활근, 피부에서 가장 높게 발현되는 것으로 밝혀졌다. 
인간 아드레노메둘린 유전자는 4개의 엑손과 3개의 인트론이 있는 염색체 11번의 단일 유전자좌에 존재한다. 아드레노메둘린 유전자는 처음에 185개 아미노산 전구체 펩타이드를 암호화하며, 이 펩타이드는 비활성 53개 아미노산을 포함하는 다수의 펩타이드를 형성하기 위해 차별적으로 절단된다. 성숙한 인간 아드레노메둘린은 조절 펩타이드(칼시토닌, CGRP, 아밀린)의 칼시토닌 계열과 중간 정도의 구조적 유사성을 공유하는 52개 아미노산, 6개 아미노산 고리를 형성하도록 활성화된다. 순환 아드레노메둘린은 아마이드화 활성 형태(15%)와 당화 불활성 형태(85%)로 구성된다. 혈장 반감기는 22분, 평균 제거율은 274mL/kg/min, 겉보기 분포 용적은 880±150mL/kg이다. 

## 수용체
아드레노메둘린은 칼시토닌 수용체 유사 수용체(Calcitonin Receptor-like Receptor, CALCRL) 또는 CLR의 조합을 통해 작용을 발휘한다. 아드레노메둘린 2 수용체는 CGRP에 대한 친화도가 낮지만 생리학적으로는 관련이 없다.
수용체 활성 수정 단백질(Receptor activity-modfying protein, RAMP)이 발견되고 펩타이드의 칼시토닌 계열에 대한 이종체 수용체가 확인되기 전에 단일 G 단백질 결합 아드레노모둘린 수용체가 확인되었지만, 보다 최근의 보고서에서는 아드레노모둘린의 주요 효과에서 이 수용체의 중요성에 대해 의구심을 제기했다. 보다 최근의 연구에서 아드레노모둘린 1 및 아드레노모둘린 2 수용체의 역할은 유전자 조작 마우스에 대한 연구를 통해 명확해졌다. 아드레노메둘린 녹아웃은 태아의 치명적인 표현형이며 태아 수종으로 알려진 상태로 임신 중 사망한다. CALCRL 또는 CLR KO 마우스는 아드레노모둘린 1 및 아드레노모둘린 2 수용체가 모두 결여되어 있기 때문에 동일한 표현형을 요약한다. RAMP2 KO 마우스는 아드레노모둘린의 주요 생리학적 효과가 아드레노모둘린 1 수용체에 의해 변환된다는 것을 보여주는 동일한 표현형을 반복한다. 이형 접합체 RAMP2 마우스조차도 비정상적인 뼈 및 유선 결함과 매우 비정상적인 내분비학으로 생리학을 방해하여 불임 및 수유 문제로 이어진다. 매우 놀라운 것은 RAMP3의 삭제 효과가 유해한 영향을 미치지 않고 정상보다 높은 골량과 노년층의 체중 증가 감소로 인해 이점을 제공하는 것으로 보인다는 것이다.